# Kiyotaki-ji (Tsuchiura)

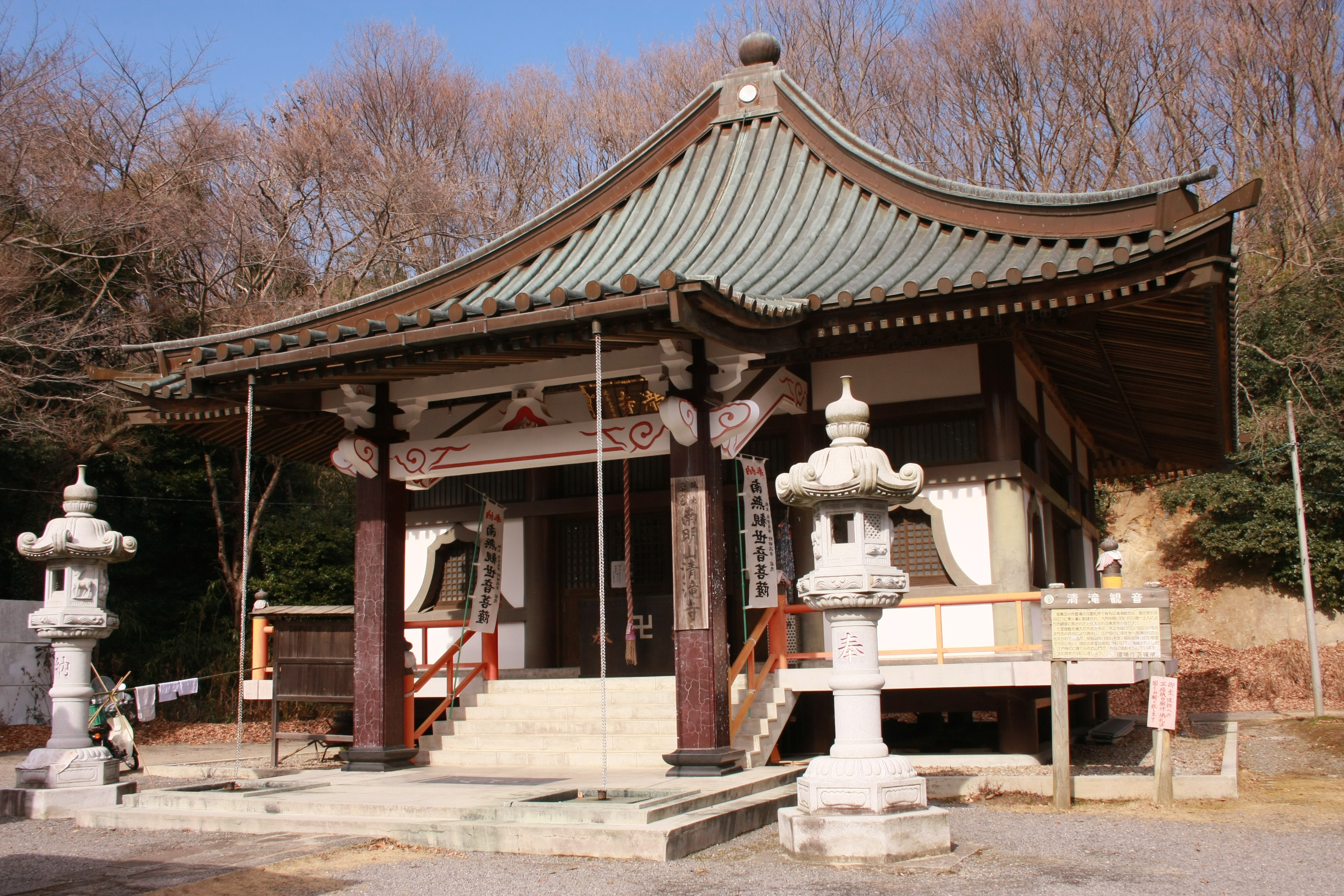
Haupthalle

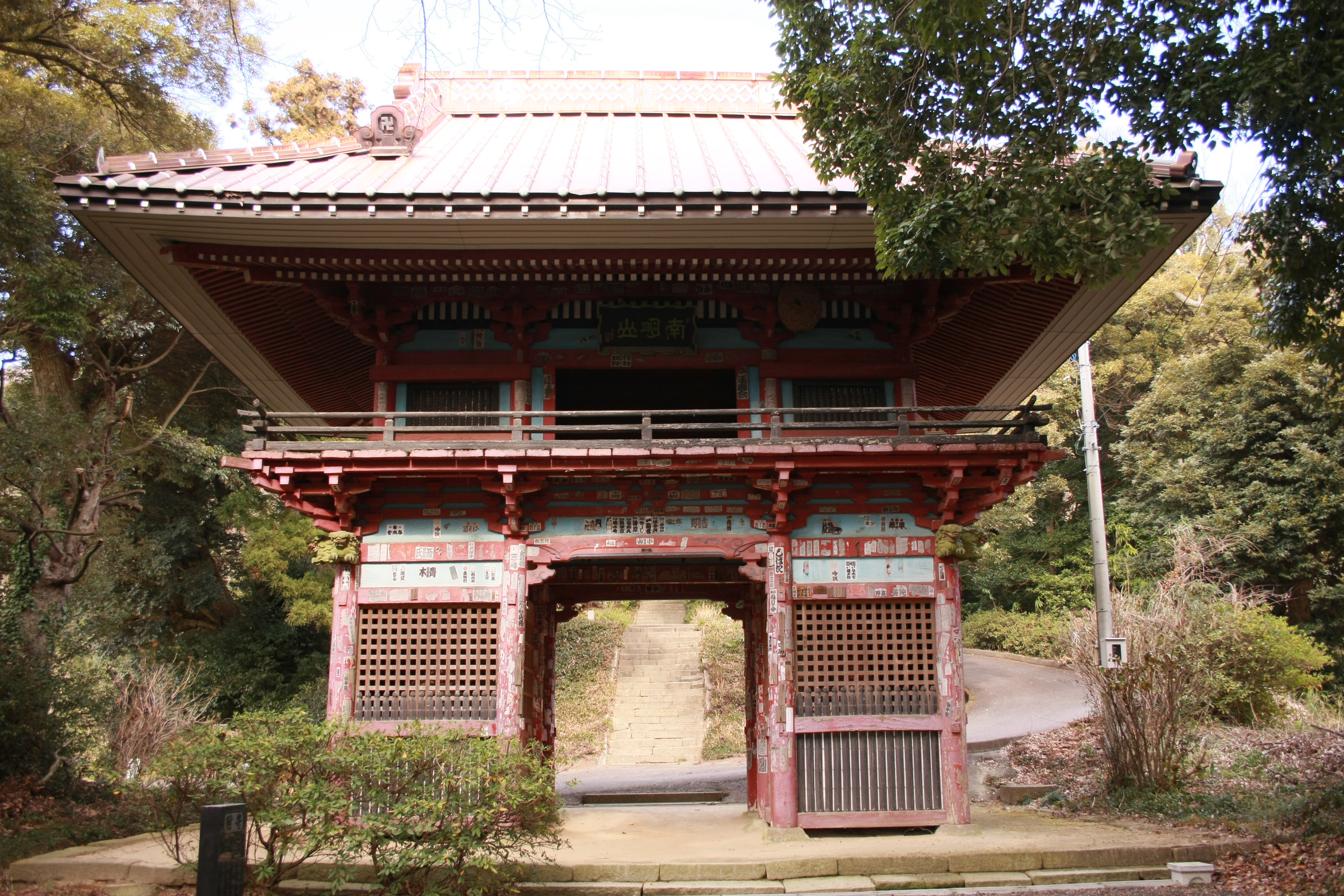
Tempeltor

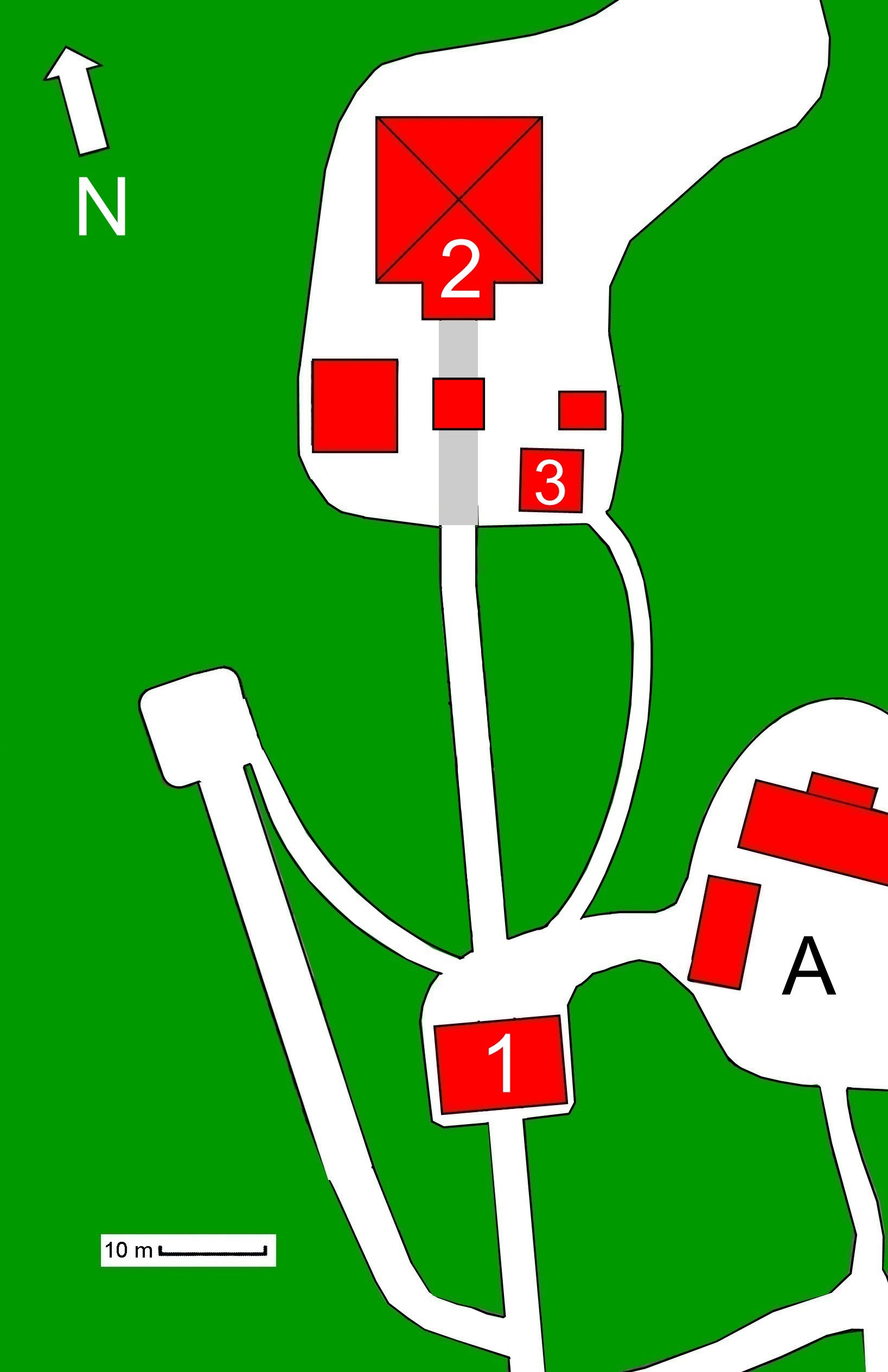
Plan des Tempels (s. Text)

Der Kiyotaki-ji (japanisch 清瀧寺), auch Kiyotaki Kannon (清滝観音) genannt, mit dem Bergnamen Nammyō-san (南明山) und dem Untertempelnamen Jigan-in (慈眼院), ist ein Tempel des Buzan-Zweigs (豊山派 Buzan-ha) der Shingon-Richtung des Buddhismus in den Bergen am Nordrand von Tsuchiura (Präfektur Ibaraki), Japan. In der traditionellen Zählung ist er der 26. der 33 Tempel der Kantō-Region.

## Geschichte
Der Tempel wurde der Überlieferung nach von Priester Gyōki im Jahr 607 gegründet. Priester Tokuitsu (徳一法師 - hōshi; gestorben 843) erneuerte im Jahr 807 den Tempel.

## Die Anlage
Man steigt hinauf zum Tempelgelände und passiert dabei das mächtige Tempeltor (山門 Sammon; 1 im Plan), das hier in Form eines Turmtores als Niō-Tor (仁王門 Niō-mon), also als Tor mit den beiden Tempelwächtern (Niō) rechts und links vom Durchgang ausgeführt ist. Man steigt eine Treppe hoch zur Ebene der Tempelanlage und hat dann die Haupthalle (本堂 Hondō, 2) vor sich, die ein Pyramidendach besitzt. Zu den wenigen weiteren Gebäuden gehört der Glockenturm (鐘楼 Shōrō; 3).
Weiter unten befindet sich das Abt- und Mönchsquartier (A).